# إيرل كامبل (لاعب هوكي جليد)
إيرل كامبل هو لاعب هوكي جليد كندي، ولد في 23 يوليو 1900 في Buckingham, Quebec ‏ في كندا، وتوفي في 11 فبراير 1953.

## وصلات خارجية
- إيرل كامبل على موقع دوري الهوكي الوطني (الإنجليزية)
- إيرل كامبل على موقع EliteProspects.com (الإنجليزية)
- إيرل كامبل على موقع HockeyDB.com (الإنجليزية)
- إيرل كامبل على موقع Hockey-Reference.com (الإنجليزية)